# Soyuz 15
Soyuz 15 fue una misión de una nave Soyuz 7K-T modificada (Soyuz 7K-T/A9) lanzada el 26 de agosto de 1974 desde el cosmódromo de Baikonur con dos cosmonautas a bordo.
Soyuz 15 fue la segunda misión de una Soyuz a la estación espacial Almaz 2 (también denominada Salyut 3). En el momento del acoplamiento el sistema de acoplamiento automático Igla falló y la nave no consiguió acoplarse. La tripulación tuvo que regresar y fue recuperada el 27 de agosto de 1974 a las 20:10 GMT.
Una investigación posterior concluyó que el sistema Igla necesitaba modificaciones.

## Tripulación

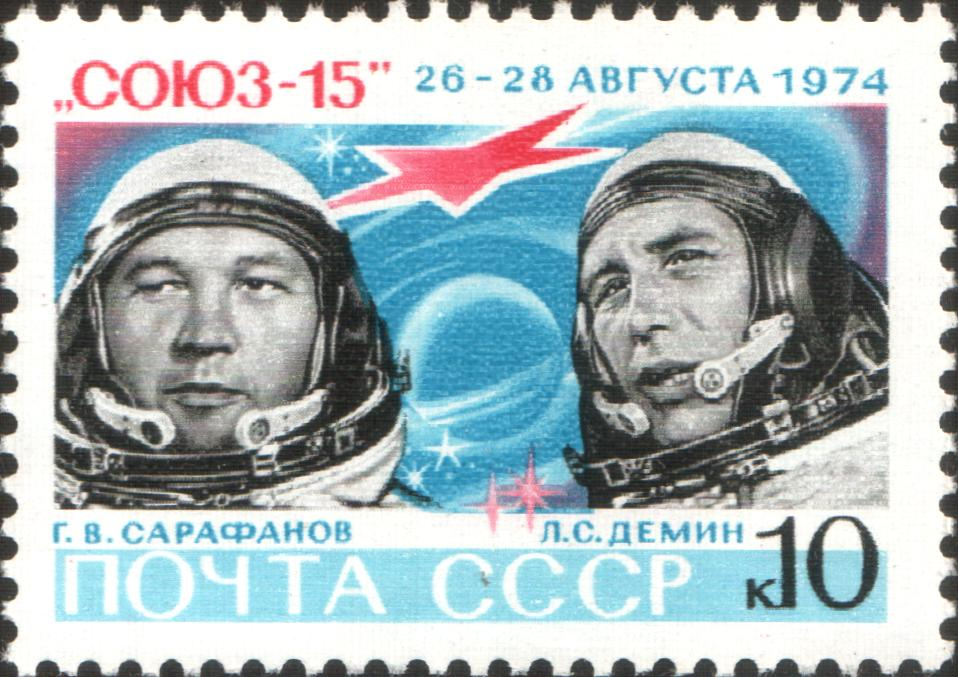
Sello conmemorativo soviético de la misión Soyuz 15.

- Gennadi Sarafanov (Comandante)
- Lev Diomin (Ingeniero de vuelo)

## Tripulación de respaldo
- Borís Volinov (Comandante)
- Vitaliy Zholobov (Ingeniero de vuelo)

## Tripulación de reserva
- Vyacheslav Zudov (Comandante)
- Valeri Rozhdestvensky (Ingeniero de vuelo)